# Chthonius ognjankae
Espèce
Chthonius ognjankae est une espèce de pseudoscorpions de la famille des Chthoniidae.

## Distribution
Cette espèce est endémique de Macédoine du Nord. Elle se rencontre dans une grotte à Torbeški Most près de Mavrovi Anovi.

## Publication originale
- Ćurčić, Dimitrijević, Makarov, Lučić & Karamata, 1997 : New and little-known false scorpions from the Balkan Peninsula, principally from caves, belonging to the families Chthoniidae and Neobisiidae (Arachnida, Pseudoscorpiones). Monographs of the Faculty of Biology, University of Belgrade, vol. 2, p. 1-159.